# Giroscop

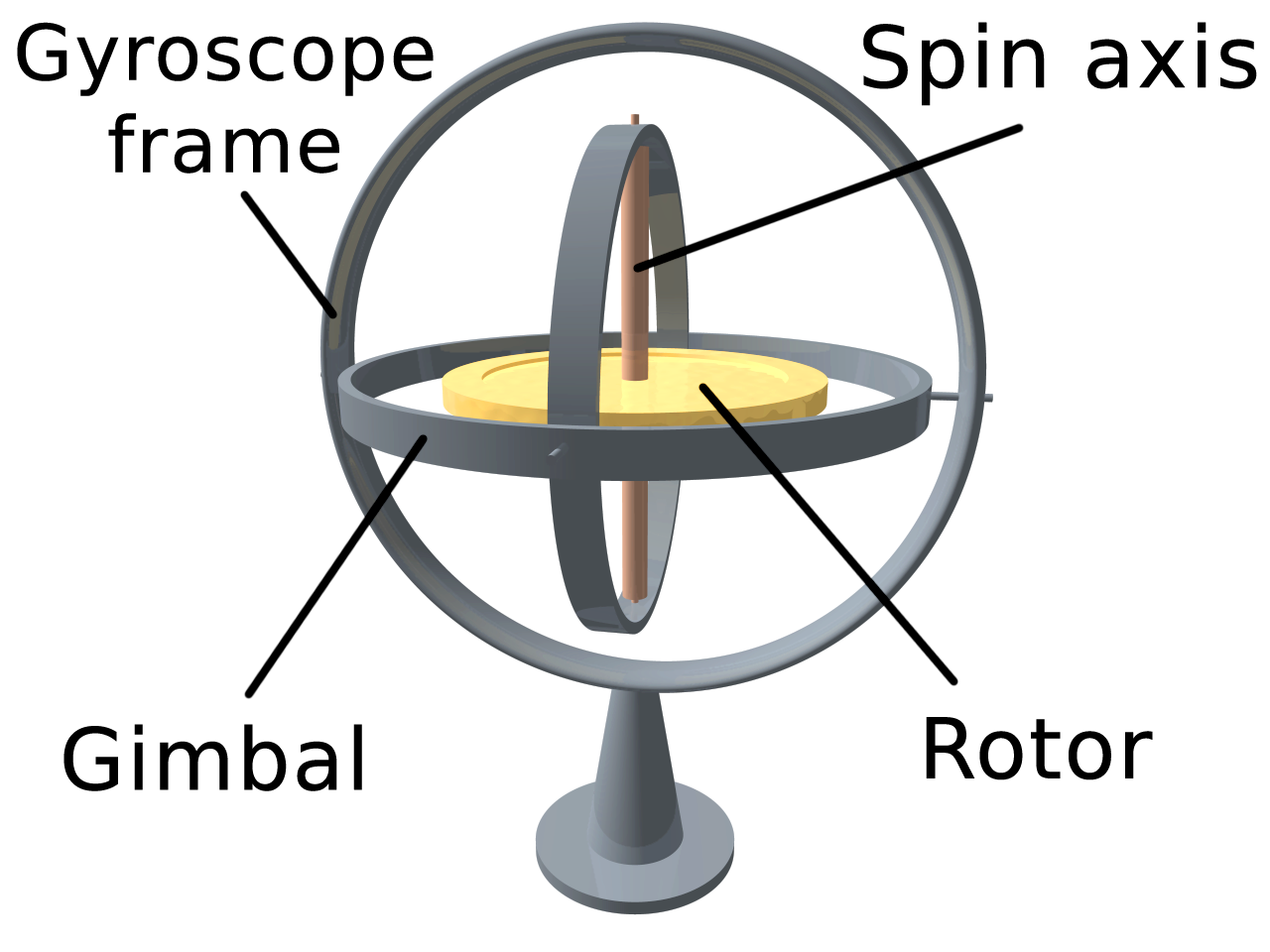
Schema de principiu a giroscopului

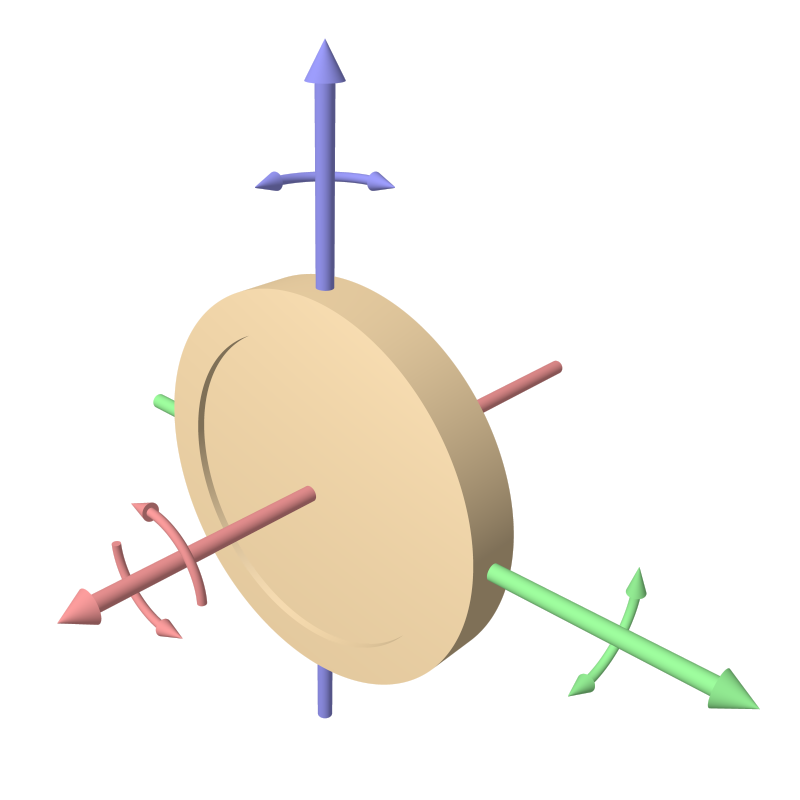
Principiul de funcționare a giroscopului

Giroscopul inventat de Jean-Bernard-Léon Foucault este un corp solid căruia i se imprimă o mișcare de rotație
(în jurul unei axe de simetrie, de obicei), având scopul de a indica o anumită direcție (fixă în spațiu).

## Construcție
Un giroscop este alcătuit dintr-un rotor (de obicei de forma unui disc), fixat într-un cadru astfel încât să se poată roti în jurul oricăreia dintre cele trei axe (în cazul unui giroscop cu trei grade de libertate). Punctul de fixare este de în principiu centrul de masă și de simetrie, adică centrul discului.

## Principiu de funcționare
Funcționarea giroscopului se bazează pe conservarea impulsului unghiular; un corp care se rotește în jurul propriei axe tinde să-și păstreze această axă de rotație și se va opune unui impuls perturbator cu un altul, de-a lungul unei axe perpendiculare pe axa de rotație si pe axa impulsului perturbator.